# Tibor Cseres
Tibor Cseres, născut : Tibor Portik Cseres, pseudonim literar: Tibor Pálos, (n. 1 aprilie 1915, Remetea, azi în județul Harghita, România — d. 24 mai 1993, Budapesta, Ungaria) a fost un scriitor, romancier, jurnalist, critic și istoric literar maghiar, originar din actualul județ Harghita. A fost membru și președinte al Uniunii Scriitorilor din Ungaria.

## Biografia
Fiu al unui țapinar ceangău de prin părțile Moldovei, devenit ulterior gardă de corp la Curtea Imperială din Viena, a rămas timpuriu orfan de mamă. A absolvit cursurile școlii elementare în satul natal, pentru ca mai apoi să urmeze cursurile Școlii medii la Târgu Mureș și Budapesta. După examenul de bacalaureat, a frecventat cursurile mai multor facultăți din capitala Ungariei printre care dreptul, medicina veterinară, filologia. În cele din urmă, a absolvit Facultatea de Filologie a Universității din Cluj. În anii 1937-1938 a fost redactor la „Békésmegyei Közlöny" (Monitorul Județului Bichiș). La sfârșitul anului 1938 a fost încorporat în armată pentru prima oară; până la sfârșitul războiului a efectuat în total 56 luni de serviciu militar. Spre sfârșitul anului 1944, locotenentul Tibor Cseres a dezertat din Armata Ungariei. Între anii 1945 și 1946 a lucrat din nou ca ziarist în orașul Bichișciaba. În anul 1947 a devenit consilier ministerial, dar renunță la această funcție după câteva luni, devenind scriitor liber-profesionist. Între anii 1963 și 1970 a fost membru al redacției revistei „Élet és Irodalom" (Viață și Literatură) - cea mai prestigioasă revistă literară a vremii.
Ca o recunoaștere a meritelor literare, a fost ales în anul 1986 în funcția de președinte al Uniunii Scriitorilor din Ungaria, îndeplinind această funcție până în 1989. A desfășurat o prodigioasă activitate literară și culturală până la decesul său survenit în 1993.

## Importanța
Romanele sale istorice și studiile de documentare au avut un rol cheie în dezvoltarea conștiinței și mândriei naționale a poporului maghiar în a doua jumătate a secolului al XX-lea. A avut contribuții esențiale în organizarea vieții literare din Ungaria în perioada de după cel de-al Doilea Război Mondial. A condus, în calitate de președinte, Uniunea Scriitorilor din Ungaria în anii destrămării regimului comunist, perioadă în care Uniunea a fost un bastion al rezistenței ideologice în fața presiunilor din partea regimului Kádár

## Premii și distincții
- Premiul Attila József în anii 1951, 1955, 1965
- Premiul Kossuth în 1975
- Distincția Munka Érdemrend, arany fokozat (Ordinul Muncii-cu medalie de aur) în 1981
- Distincția A Magyar Népköztársaság Zászlórendje (Ordinul Drapelului Republicii Populare Ungare) în 1985
- Premiul SZOT-díj (Premiul Consiliului Republican al Sindicatelor) în 1988
- Premiul Az Év Könyve jutalom (Recompensa pentru Cartea Anului) în anii: 1985, 1988, 1991, ultimul decernat pentru publicarea în anul 1991 a lucrării „Vízaknai csaták” (Luptele de la Ocnele Sibiului).
- Premiul József Fitz în 1988
- Premiul Kortárs-díj (Premiul Contemporanul) în 1990
- Distincția A Magyar Köztársaság Babérkoszorúval Ékesített Zászlórendje (Ordinul Drapelul cu Lauri al Republicii Ungare) în 1990
- Premiul Magyar Művészetért Alapítvány Díja (Premiul Fundației Maghiare pentru Artă) în 1991

## Opera literară
- 1937 Tájkép, elöl guggolva én, (Peisaj, cu mine în față ghemuit), publicat cu numele Tibor Pálos - poezii
- 1942 Zöld levél árnyéka (Umbra frunzei verzi) - poezii
- 1945 Földet íratok (Pământul mi-o transcriu) - povestiri
- 1950 Ének a termelőszövetkezetekről (Cântec despre Cooperativă) - poezii
- 1950 Tűz Hódréten (Incendiu la Hódrét)-roman
- 1952 Tél és nyár (Iarnă și vară) - povestiri
- 1953 Embernek próbája, avagy kocsivásár (Încercarea oamenilor, sau târgul de căruțe)-povestiri
- 1953 Nádudvari emberek (Oameni din Nádudvar)-reportaje
- 1953 Magyar írók Bulgáriában (Scriitori maghiari în Bulgaria)-jurnal de călătorie scris în colaborare cu Lehel Szeberényi și Endre Vészi
- 1954 Térdig érő tenger (Marea până-n genunchi)-roman
- 1954 Zsebek és emberek (Buzunare și oameni)-piesă de teatru prezentat în premieră la „Néphadsereg Színháza” (Teatrul Armatei Populare)
- 1956 Fergeteg fia (Fiul năpastei)-povestiri
- 1956 Fiúnézőben (La pețit de băieți)-piesă de teatru
- 1956 Here-báró (Baronul fudulie)-roman
- 1957 Különféle szerelmek (Iubiri diverse)-povestiri
- 1960 Az utolsó bűbájos meg a tanítványa (Ultimul vraci și al său învățăcel)-roman
- 1960 Várakozó özvegyek (Văduve în așteptare)-povestiri
- 1961 Pesti háztetők (Acoperișuri din Pesta)-roman
- 1964 Búcsú nélkül (Fără rămas bun)-roman și povestiri
- 1964 Fenn az égen száll egy sas (Sus pe cer un vultur zboară)-roman
- 1964 Hideg napok (Zile geroase)-roman
- 1966 Hideg napok (Zile geroase)-dramă
- 1966 Fekete rózsa (Trandafirul negru)-roman
- 1967 Ember fia és farkasa (Fiul și lupul omului)-roman și povestiri
- 1968 Bizonytalan század (Secol incert)-roman
- 1970 Játékosok és szeretők (Jucători și amanți)-roman
- 1971 Hol a kódex? (Unde-i codexul?)-studii, articole, schițe
- 1973 Itt a földön is (Și aici pe pământ)-povestiri
- 1975 Siratóének (Prohod)-roman și povestiri
- 1978 Elveszített és megőrzött képek (Imagini pierdute și păstrate)-scrieri alese
- 1978 Parázna szobrok (Statui indecente)-critică literară
- 1981 Én, Kossuth Lajos. Levelek Turinból (Eu,Lajos Kossuth.Scrisori din Torino)-roman biografic
- 1982 Here-báró (Baronul fudulie)-nuvele
- 1985 Igazolatlanul jelen (Prezent nemotivat)-studii, publicistică, memorii
- 1985 Pesti háztetők (Acoperișuri din Pesta)-roman
- 1985 Foksányi-szoros (Strâmtoarea Focșani)-roman document
- 1986 Perbeszédek és párbeszédek (Acuzații și dialoguri)-polemici, interviuri
- 1988 Vízaknai csaták (Luptele de la Ocnele Sibiului)-roman* Luptele de la Ocnele Sibiului
- 1990 Őseink kertje, Erdély (Grădina strămoșilor, Ardealul)-roman
- 1991 Vérbosszú Bácskában (Vendetă în Bacica)-roman* Vendetă în Bacica
- 1993 Kentaurok és kentaurnők. Tragikoszatíra (Centauri și centaurițe.Satirotragedie)-roman
- 1993 Felhők fölött száll a sas (Deasupra norilor vulturul zboară)-povestiri, eseuri

## Studii și articole asupra operei
1. Sőtér István: Cseres Tibor.în: S. I.: Négy nemzedék (Patru generații), 1948. p. 244.
2. Boldizsár Iván: Cseres Tibor: Tél és nyár (Tibor Cseres:Iarna și vara) în Irodalmi Újság (Ziarul Literar), 1950. nr.5
3. Földeák János: Cseres Tibor: Ének a termelőszövetkezetről Csill 1950. 35. sz. 121–122.
4. Sós Endre: Cseres Tibor: Ének a termelőszövetkezetről. MNemzet 1950. aug. 24.
5. Molnár Miklós: Cseres Tibor: Tűz Hódréten.Szabad N SzabN 1951. febr. 2.
6. Bodnár György: Cseres Tibor: Tél és nyár. ÚH 1952. 7. sz. 92–94.
7. Földes Anna: Cseres Tibor: Tél és nyár. Csill 1952. 1015–1021.
8. Hubay Miklós: Cseres Tibor: Tél és nyár. MNemzet 1952. jún. 8.
9. Kolta Ferenc: Cseres Tibor: Tél és nyár. Dunatáj 1952. 2. sz. 71–74.
10. Fekete Gyula: Cseres Tibor: Térdig érő tenger. MűvN 1954. 37. sz.
11. Fábián Kata: Cseres Tibor: Fergeteg fia. MűvN 1955. 35. sz.
12. Hubay Miklós: Cseres Tibor: Térdig érő tenger. IÚ 1955. 4. sz.
13. Illés Jenő: Cseres Tibor: Fergeteg fia. SzabN 1955. dec. 10.
14. Örkény István: Cseres Tibor: Fergeteg fia. IÚ 1955. 33. sz.
15. Tóth Béla: Cseres Tibor: Fergeteg fia. Alf 1955. 4. sz. 83–85.
16. Vargha Balázs: Cseres Tibor: Fergeteg fia. MNemzet 1955. szept. 14.
17. Boldizsár Iván: Cseres Tibor: Here-báró. Béke és Szabadság, 1956. 33. sz.
18. Földes Anna: Cseres Tibor: Fergeteg fia. ÚH 1956. 1. sz. 55–56.
19. Galsai Pongrác: Cseres Tibor: Here-báró. SzabN 1956. aug. 3.
20. Maróti Andor: Cseres Tibor: Here-báró. MNemzet 1956. jún 30.
21. Örkény István: Cseres Tibor: Here-báró. Csill 1956. 394–397.
22. Tóth Béla: Cseres Tibor: Here-báró. Alf 1956. 4. sz. 129–130.
23. Albert Gábor: Cseres Tibor: Különféle szerelmek. Kort 1957. 631–633.
24. Czibor János: Cseres Tibor: Különféle szerelmek. EstiH 1957. dec. 1.
25. Simándi Béla: Cseres Tibor: Különféle szerelmek. Ktáros 1958. 70.
26. Nagy Péter: Cseres Tibor: Az utolsó bűbájos meg a tanítványa. MNemzet 1959. júl. 1.
27. Tóth Sándor: Cseres Tibor: Várakozó özvegyek. Nszab 1960. nov. 24.
28. Ungvári Tamás: Cseres Tibor: Várakozó özvegyek. MNemzet 1960. okt. 26.
29. Kelemen János: Cseres Tibor: Várakozó özvegyek. ÉI 1961. 7. sz.
30. Rónay György: Az olvasó naplója. Cseres Tibor: Várakozó özvegyek. Vig 1961. 430–433.
31. Fenyő István: Cseres Tibor: Pesti háztetők. Nszab 1962. febr. 9.
32. Ferenczi László: Cseres Tibor: Pesti háztetők. ÉI 1962. 11. sz.
33. Ilia Mihály: Cseres Tibor: Pesti háztetők. ÚÍ 1962. 535–536.
34. Kardos József: Cseres Tibor: Pesti háztetők. Ttáj 1962. márc. 9.
35. Seres József: Cseres Tibor: Pesti háztetők. Kort 1962. 1410–1411.
36. Bíró Ferenc: Cseres Tibor: Hideg napok. Nszab 1964. nov. 11.
37. Erki Edit: Felismert és fel nem ismert sikerek. Cseres Tibor: Hideg napok. ÉI 1964. 34. sz.
38. Faragó Vilmos: Cseres Tibor. A Könyv 1964. 432–433.
39. Horgas Béla: Cseres Tibor: Hideg napok. Kort 1964. 1149–1151.
40. B. Nagy László: Az író laser-sugara. Cseres Tibor: Hideg napok. ÉI 1964. 44. sz. és B. N. L.: A teremtés kezdetén. 1966. 364–367.
41. Taxner Ernő: Cseres Tibor: Cseres Tibor útja. Kr 1964. 10. sz. 48–52.
42. Fekete Gyula: Cseres Tibor. ÉI 1965. 14. sz.
43. Fenyő Miksa: Cseres Tibor: Hideg napok. IÚ 1965. 16. sz.
44. Kiss Gábor: Hideg napok. Alf 1965. 2. sz. 89–90.
45. Mészöly Dezső: Cseres Tibor új regénye. Kort 1965. 833–834.
46. Nacsády József: Cseres Tibor: Hideg napok. Ttáj 1965. 132–134.
47. Nagy Magdolna: Cseres Tibor: Búcsú nélkül. TársSz 1965. 3. sz. 119.
48. P. J.: A nemzeti önismeret regénye. ÉI 1965. 5. sz.
49. Szabó B. István: Cseres Tibor kisregényei és novellái. Kr 1965. 2. sz. 53–54.
50. Szappanos Balázs: Cseres Tibor: Hideg napok. Ktáros 1965. 424–426.
51. Szeberényi Lehel: Cseresünk, Tiboriuszunk. ÉI 1965. 13. sz.
52. Faragó Vilmos: Hideg napok. NHQu 1966. 21. sz. 56–58. és F. V.: Perben
53. harag nélkül. 1969. 54–58.
54. Tardos Tibor: Cseres Tibor: Hideg napok. IÚ 1966. jún. 15.
55. Erki Edit: Az Élet és Irodalom látogatóban Cseres Tibornál. ÉI 1967. 14. sz. és Látogatóban. Szerk.: Erki Edit. 1968. 238–245.
56. Faragó Vilmos: Cseres Tibor: Fekete rózsa. ÉI 1967. 2. sz.
57. Grezsa Ferenc: Cseres Tibor: Fekete rózsa. Ttáj 1967. 406–407.
58. Jenkei János: Cseres Tibor: Fekete rózsa. Je 756–757.
59. Szabolcsi Gábor: Cseres Tibor: Fekete rózsa. Nszab 1967. jan. 19.
60. Szabolcsi Gábor: Cseres Tibor: Ember fia és farkasa. Nszab 1967. aug. 10.
61. Faragó Vilmos: Két kalandregény. ÉI 1967. 36. sz.
62. E. Fehér Pál: Cseres Tibor: Bizonytalan század. Nszab 1968. okt. 3.
63. Fenyő István: Cseres Tibor: Ember fia és farkasa. Kort 1968. 1316–1318.
64. Földes Anna: A nemzeti önvizsgálat regénye. F. A.:  Húsz év – húsz regény. 1968. 401–415.
65. Márton László: Cseres Tibor: Ember fia és farkasa. ÚjLátóh 1968. 265–267.
66. Pomogáts Béla: Cseres Tibor. Je 1968. 250–256.
67. Augustin Buzura: Felfedezések(Descoperiri) Tradus: Kántor Erzsébet în revista  Korunk 1970.p. 876–879.
68. Kerekes Imre: Cseres Tibor: Játékosok és szeretők. Ttáj 1970. 12. sz.
69. Koltai Tamás: Cseres Tibor: Barbár változatok. Szính 1970. 9. sz. 1–9.
70. Lukácsy András: Cseres Tibor drámája. MH 1970. máj. 19.
71. Thiery Árpád: Új magyar dráma bemutatója Pécsett. Cseres Tibor: Barbár változatok. Nszava 1970. máj. 24.
72. Bertha Bulcsu: Interjú Cseres Tiborral. Je 1971. 867–874.
73. Földes Anna: Forró napok – hideg esztendők. ÉI 1971. 3. sz. F. A.: Próza jelen időben. 1976.413–416.
74. B. Mészáros Vilma: Egy év regénye. It 1971. 529–559. {807.}
75. N. Sándor László: Egy elszalasztott nagy lehetőség. MH 1971. jan. 16.
76. Seres József: Cseres Tibor: Játékosok és szeretők. Életünk 1971. 471–473.
77. Szabó B. István: Cseres Tibor: Játékosok és szeretők. Kr 1971. 3. sz. 46–48.
78. Vörös László: Cseres Tibor: Játékosok és szeretők. Ttáj 1971. 268–269.
79. Wéber Antal: Cseres Tibor: Játékosok és szeretők. Nszab 1971. jan. 13.
80. Funk Miklós: Cseres Tibor: Hol a kódex? Ttáj 1972. 10. sz. 83–84.
81. Kulcsár Péter: Cseres Tibor: Hol a kódex? Kort 1972. 1672– 1673.
82. Bata Imre: Cseres Tibor: Itt a földön is. Kr 1973. 10. sz. 23.
83. Bor Ambrus: Cseres Tibor: Itt a földön is. MNemzet 1973. jún. 17.
84. Iszlai Zoltán: Cseres Tibor meglepetései. ÉI 1973. 33. sz.
85. Szabó B. István: Különös történetek. Nszab 1973. aug. 23.
86. Thiery Árpád: Cseres Tibor. Nszava 1973. okt. 20.
87. Bányai Gábor: A történelemtől a máig. Beszélgetés Cseres Tiborral. Nszab 1974. nov. 7.
88. Kiczenkó Judit: A rokonvesztéstől a rokonkeresésig. Kort 1974. 293–296.
89. Tóth Piroska: Cseres Tibor: Itt a földön is. Alf 1974. 1. sz. 73–74.
90. Simon István: Írószobám. Beszélgetés Cseres Tiborral. Kort 1975. 1639–1651. és S. I.: Írószobák. 1976. 245–267.
91. Zappe László: Cseres Tibor. 1975.
92. Ördögh Szilveszter: Cseres Tibor: Siratóének. MNemzet 1976. jan. 18.
93. Simon Zoltán: Változatok egy témára. Alf 1976. 3. sz. 62–66.
94. Bodnár György: A dal hatalma. Je 1976. 374–376.
95. Pomogáts Béla: Cseres Tibor: Hideg napok. P. B.: Regénytükör. 1977. 96–103.